# Mura serviane
Le Mura serviane sono le prime mura di Roma del VI secolo a.C., fatte costruire da Tarquinio Prisco, secondo la tradizione, poi ampliate e dotate di un ampio fossato dal successore, Servio Tullio, dal quale presero il nome.

## Storia

### Le mura del VI secolo a.C.
La struttura urbana successiva alla cosiddetta Roma quadrata e fino alla costruzione, nel VI secolo a.C., delle mura serviane, si era basata su un processo di aggregazione tra le varie genti che occupavano i colli intorno al Palatino (Etruschi, Latini, Sabini), nucleo centrale della città, ed era organizzata in modo decentrato, nel senso che le varie alture costituenti la città non facevano parte di un'unica entità difensiva, ma possedevano, ciascuna, una sua struttura militare indipendente, affidata più alla forza e al valore degli uomini che non alle fortificazioni. La configurazione orografica dei colli era sufficiente a provvedere, da sola, alle necessità della difesa, eventualmente aiutata, dove si fosse rivelato necessario, dalla costruzione di mura o dallo scavo di un fossato e di un terrapieno (agger) tra Porta Collina e l'Esquilino, per una lunghezza di circa 6 stadi.

## Le mura serviane arcaiche
Le prime difese unitarie di Roma erano rappresentate da un massiccio terrapieno costruito nelle zone più esposte della città (soprattutto nel tratto pianeggiante nord-orientale) e dall'unione delle difese individuali dei colli, ed è attribuito, come riferisce Livio, al sesto re romano (secondo dei tre etruschi), Servio Tullio, alla metà del VI secolo a.C.. La recinzione con le mura fu il culmine di un'intensa attività urbanistica, fondata sulla delimitazione territoriale della città in quattro parti (la "Roma quadrifaria"). Si tratta di una cinta muraria di almeno 7 km, in blocchi squadrati di tufo del Palatino che fu poi utilizzato come appoggio per la fortificazione di un paio di secoli più tarda.
Su questa struttura si apriva, probabilmente, una porta per ogni altura: la Mugonia per il Palatino, la Saturnia (o Pandana) per il Campidoglio, la Viminalis, l'Oppia, la Cespia e la Querquetulana per i colli di cui portano il nome (Querquetulum era l'antico nome del Celio) e la Collina (per il collis Quirinalis).
Molto si è discusso sul tracciato e la consistenza di questa cinta, arrivando a dubitare della sua reale esistenza, ma oggi si tende a riconoscere come molto probabile la storicità dell'evento, grazie anche ai reperti archeologici. Esistono infatti alcuni reperti collocabili nella fase originaria della fortificazione, come i tratti di mura a piccoli blocchi di tufo del Palatino sull'Aventino e sul Campidoglio. Sul Quirinale e sull'Aventino invece la fortificazione doveva essere costituita da un più semplice terrapieno, alto cinque metri, ovvero l'agger descritto minuziosamente dalle fonti antiche ed oggi scomparso.
La forma mista (mura-terrapieno) è d'altronde riscontrabile in altre città laziali e dell'Etruria meridionale, come Ardea, Lavinio o l'acropoli di Veio.
Le argomentazioni a favore di una struttura difensiva risalente già al VI secolo si basano essenzialmente quindi su almeno tre considerazioni:
1. Le fonti letterarie, in base alle quali Servio Tullio incluse nell'area cittadina anche il Quirinale, il Viminale e l'intero Esquilino; poiché su questo lato la città è assolutamente priva di difese naturali, è abbastanza improbabile supporre che la stessa sia stata lasciata del tutto aperta a qualunque assalitore: l'agger del IV secolo deve essere stato preceduto da qualcosa di simile già un paio di secoli prima.
2. I resti archeologici in blocchi di tufo del Palatino, un tufo friabile utilizzato quasi esclusivamente in epoca arcaica, a differenza delle mura del IV secolo in blocchi di tufo di Grotta Oscura.
3. Il confronto con le città dell'Etruria e del Lazio, che erano munite di cinte murarie fin dal VI secolo, e per analogia si può dedurre che dovesse esserlo anche Roma.

Le mura serviane protessero Roma per più di 150 anni, almeno fino alla disastrosa invasione dei Galli Senoni del 390 a.C., dopo la quale le mura vennero riedificate ricalcando, probabilmente, il tracciato antico.

### La ricostruzione nel IV secolo a.C.

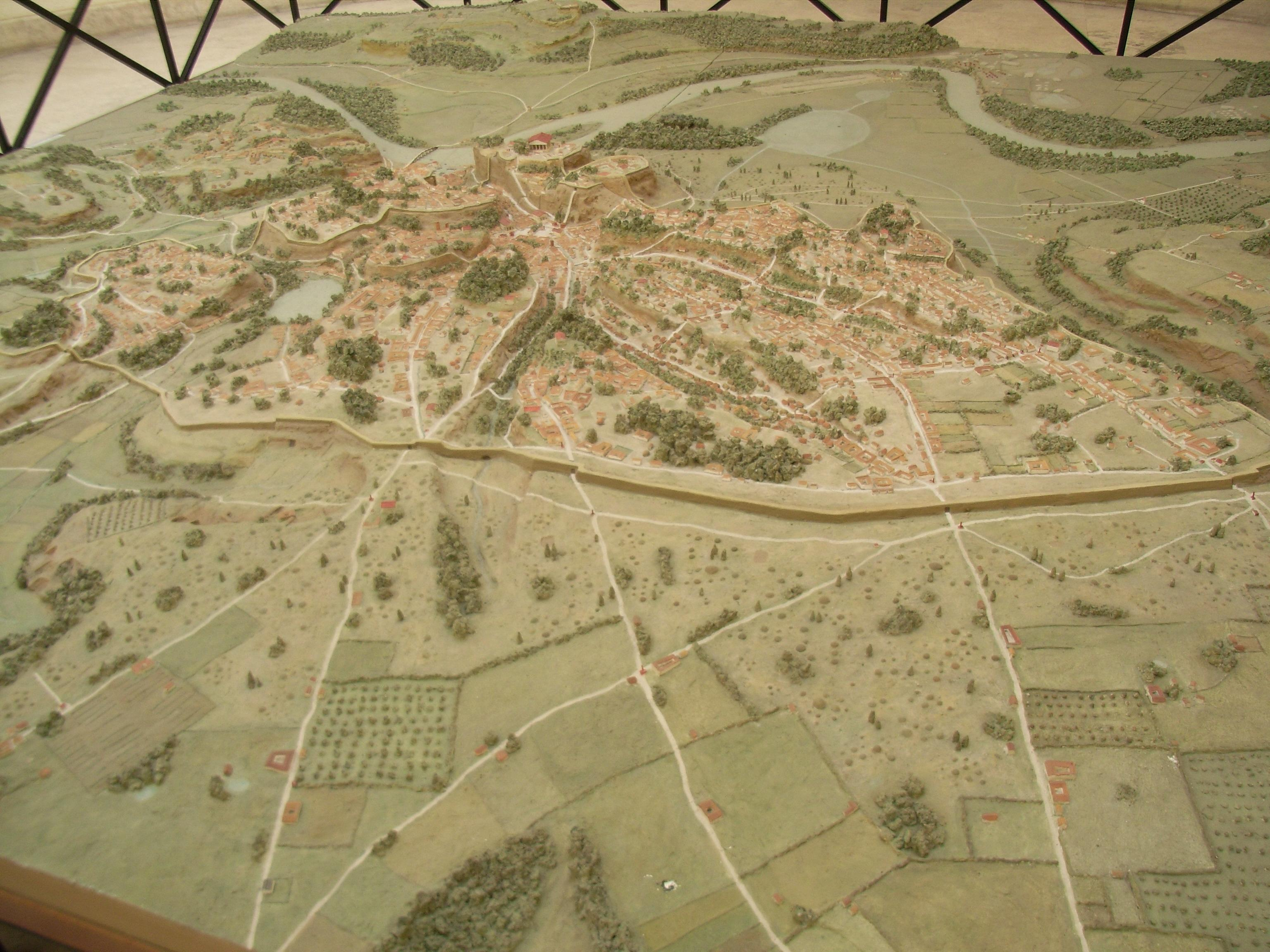
Plastico dell'antica città di Roma al tempo dei Tarquini e della prima Repubblica romana (Museo della Civiltà Romana, Roma-EUR). In evidenza le mura serviane.

Le mura in tufo di cui vediamo oggi i resti, note come "mura serviane", sono in realtà il frutto della ricostruzione del periodo repubblicano lungo lo stesso tracciato, a rinforzo e spesso in sostituzione dell'antico agger, dopo il sacco di Roma del 390 a.C., molto probabilmente utilizzando anche le fortificazioni precedenti.
Secondo Livio furono costruite nel 378 a.C. dai censori Spurio Servilio Prisco e Quinto Clelio Siculo. Riferisce lo storico che, passato lo spavento dovuto al saccheggio da parte dei Galli il 18 luglio 390 a.C., abbandonata l'idea del trasferimento dell'intera popolazione a Veio, si decise una rapida ricostruzione della città, talmente frettolosa e improvvisata che fu la causa principale del caos urbanistico dell'antica Roma. Subito dopo iniziò la costruzione della cinta muraria, che durò oltre 25 anni e costituì il principale baluardo difensivo per sette secoli, sebbene con il tempo perdesse gradualmente la sua importanza strategica.
Il materiale utilizzato, come già detto, era tufo proveniente dalle cave di Grotta Oscura (e in parte da quelle di Fidene), molto più consistente del tufo del Palatino in uso fino a poco tempo prima. Tra l'altro, l'utilizzo di quel materiale consente anche un limite di datazione della struttura muraria; le cave di Grotta Oscura si trovano infatti nei pressi di Veio, che fu conquistata nel 396 a.C.: prima di quella data non potevano pertanto essere accessibili per Roma.
In base ad una valutazione sui reperti rimasti, sembra che per tutta la lunghezza delle mura sia stata usata la stessa tecnica: blocchi più o meno regolari, alti fino a una sessantina di cm, disposti a file alterne di testa e di taglio. Il lavoro venne certamente svolto da diversi cantieri che procedevano contemporaneamente per tratti di 30-40 metri: i punti d'incontro dei lavori distinti di due cantieri non combaciano infatti perfettamente e erano di solito necessari interventi di aggiustamento. I blocchi erano contrassegnati da marchi, probabilmente necessari per il controllo dell'andamento e della realizzazione dei lavori: si tratta di incisioni piuttosto rozze di segni e caratteri alfabetici apparentemente greci. Sembra infatti ormai accertato che le maestranze, o almeno gli architetti, provenissero in buona parte dall'alleata Siracusa, potente centro della Magna Grecia dominato da Dionigi il Vecchio, che aveva già dato prova di estrema competenza nella realizzazione della fortificazione cittadina: questa tecnica edilizia era infatti già stata sperimentata nelle guerre della fine del V, inizi del IV secolo in Grecia e in Sicilia.
Le mura si estendevano per circa 11 km (quindi un po' più della cinta del VI secolo), includendo circa 426 ettari. Il Campidoglio era già protetto da una fortificazione propria, l'arce (arx capitolina). A questa furono collegati Quirinale, Viminale, Esquilino, Celio, Palatino, Aventino e parte del Foro Boario, sfruttando, dove possibile, le difese naturali dei colli. Nel tratto pianeggiante lungo poco più di un chilometro, tra Quirinale ed Esquilino, furono rafforzate con un aggere (agger), cioè un terrapieno largo più di 30 metri. La cinta romana era all'epoca una delle più grandi in Italia e forse dell'intero Mediterraneo.
In alcuni tratti le mura erano ulteriormente protette da un fossato largo mediamente più di 30 metri e profondo 9. Erano alte circa 10 metri e spesse circa 4 e, secondo alcune testimonianze, avevano 12 porte, sebbene in realtà se ne conoscano in numero maggiore. Furono restaurate in vari periodi: 353, 217, 212 e 87 a.C.
Già dopo le guerre puniche l'estensione dello Stato e le colonie costiere consentivano alla città una certa tranquillità strategica e le mura persero così il loro primario scopo protettivo. Di conseguenza, col tempo, Roma si ingrandì oltre la cinta muraria, con interi quartieri che Augusto suddivise e ridimensionò nelle sue XIV Regiones: il ruolo difensivo delle mura serviane a quest'epoca è ormai completamente scaduto, e le porte vengono coinvolte in un processo di monumentalizzazione o ridotte a semplici accessi stradali (ne sono esempio la Porta Celimontana o la Porta Esquilina), così, quando nel III secolo la città cadde sotto il rischio di attacchi delle tribù barbare, l'imperatore Aureliano fu costretto a costruire una nuova cinta muraria per proteggerla: le Mura aureliane.
Pur avendo perduto la loro funzione primaria, le mura serviane rimasero però come una testimonianza storico-ideologica e forse anche amministrativa: rappresentarono per secoli il reale confine della città, anche quando vennero abbondantemente superate da nuovi quartieri; sebbene infatti nel Foro esistesse il miliarum aureum, una colonna di bronzo da cui avevano convenzionalmente inizio le strade consolari, in realtà la misurazione delle distanze è stata sempre calcolata dalle porte che si aprivano nella cinta muraria repubblicana del IV secolo.

## Le porte
Uno tra i problemi più dibattuti e di difficile soluzione della topografia della Roma regia e repubblicana è quello delle porte; le notizie dirette sono pochissime ed i resti archeologici ancora più scarsi. Non sempre la loro posizione precisa è accertata e anche sul loro numero si hanno dei dubbi. All'epoca della fondazione da parte di Romolo dovevano essere, secondo Plinio, tre o forse quattro, aperte in una cinta muraria che racchiudeva il Palatino ed il Campidoglio. E questa notizia “storica” racchiude già un'imprecisione in quanto la presunta fondazione romulea si riferiva ad un centro abitato limitato al solo Palatino, mentre l'inclusione del Campidoglio è di un periodo posteriore. Varrone riferisce i nomi delle tre porte: “Mugonia” (presso l'Arco di Tito), “Romana” o “Romanula” (nei pressi della chiesa di Santa Francesca Romana) e “Januaria” o “Janualis” o “Trigonia” in posizione incerta, verso il colle Celio o verso il Tevere (vedi anche Roma quadrata).
Le porte delle mura serviane non avevano alcuna struttura monumentale, come suggeriscono i pochi resti ritrovati, ma erano limitate alla semplice funzione di passaggio. Solo con i restauri di epoca augustea si procedette ad un processo di monumentalizzazione di alcune delle antiche porte e in parte, nel tempo, furono trasformate in archi di vario significato. Conosciamo comunque i nomi delle porte serviane che, procedendo dal Campidoglio in senso orario, erano:
- Porta Fontinalis: davanti al Museo centrale del Risorgimento, sul lato sinistro guardando la scalinata dell'Altare della Patria
- Porta Sanqualis: i resti in largo Magnanapoli, nell'aiuola centrale
- Porta Salutaris: era in via della Dataria
- Porta Quirinalis: all'altezza di Via delle Quattro Fontane
- Porta Collina:[4] i resti, all'incrocio tra via Goito e via XX Settembre, furono demoliti durante la costruzione del Palazzo delle Finanze
- Porta Viminalis:[4] in piazza dei Cinquecento
- Porta Esquilina:[4] trasformata prima da Augusto e poi nell'Arco di Gallieno
- Porta Celimontana: poi Arco di Dolabella, vicino a Santa Maria in Domnica
- Porta Querquetulana: vicino alla Basilica di San Clemente
- Porta Capena: tra il Circo Massimo e via delle Terme di Caracalla
- Porta Naevia: tra le basiliche di San Saba e Santa Balbina all'Aventino
- Porta Raudusculana: in piazza Albania
- Porta Lavernalis: sotto la chiesa di Sant'Anselmo
- Porta Trigemina: alla base dell'Aventino, verso il Foro Boario
- Porta Triumphalis: nell'area di Sant'Omobono
- Porta Carmentalis: presso l'Anagrafe
- Porta Flumentana: tra il Tempio di Portuno ed il Tevere

Alcune dislocazioni tra quelle indicate sono solo ipotetiche e non è escluso che in qualche caso possa trattarsi di nomi diversi per la stessa porta. Alle precedenti vanno aggiunte:
- Porta Ratumena, che si apriva direttamente sulle mura dell'Arce capitolina, e che potrebbe essere il nome più antico della porta poi chiamata Fontinalis
- Porta Catularia: alla base della scalinata del Campidoglio, risalente ad un rifacimento successivo della cinta serviana.

## Il tracciato

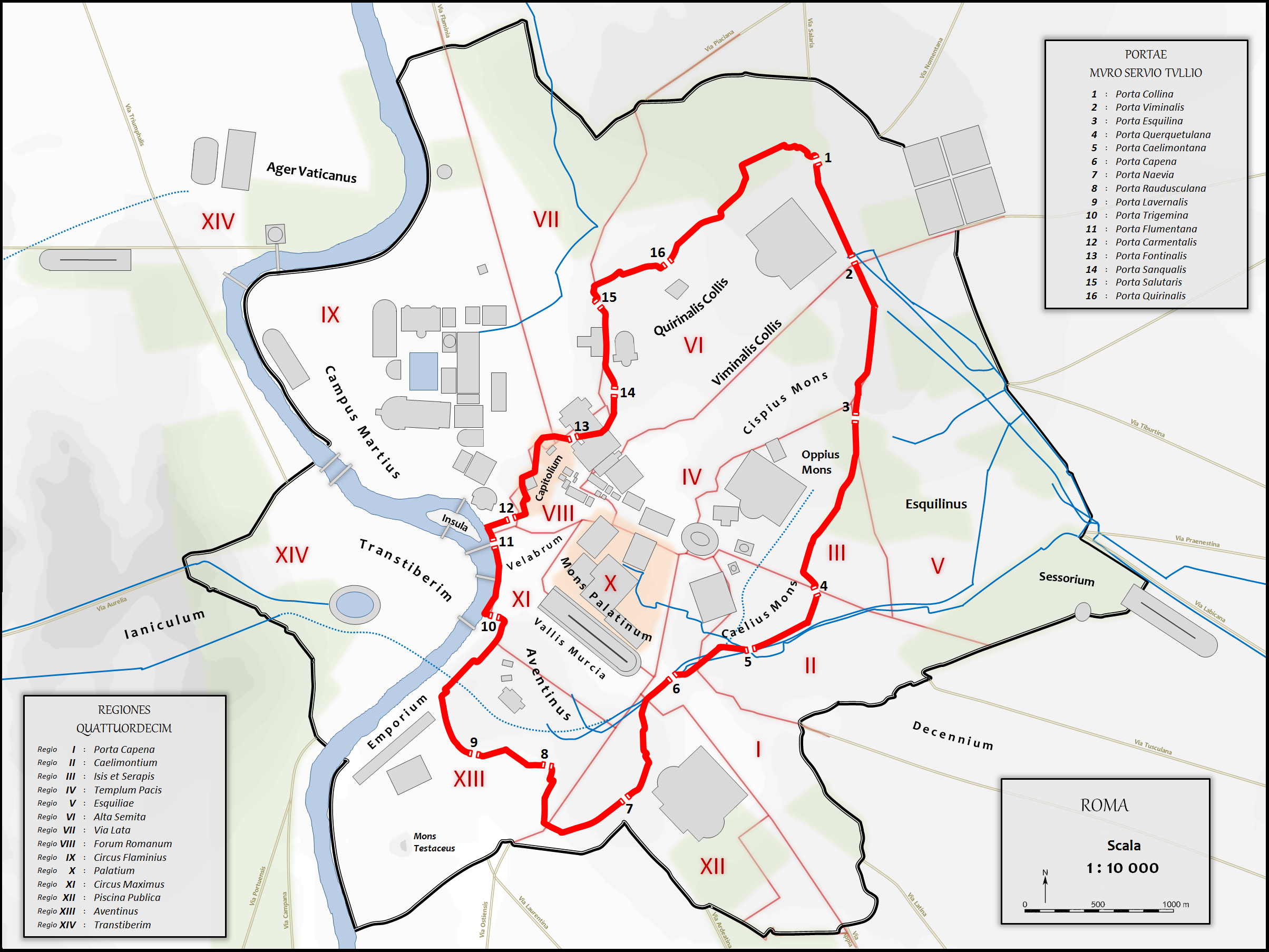
Il percorso delle mura serviane (in rosso), lungo i colli di Roma. In nero le mura aureliane

Già prima della costruzione della cinta del VI secolo a.C., quindi nel periodo in cui ogni colle aveva una sua propria difesa, e prima ancora di essere incluso nell'ambito cittadino, il Campidoglio aveva una struttura difensiva autonoma. In realtà, ciascuna delle due alture di cui è composto il colle (l'Arx, dove sono ora la chiesa di S. Maria in Aracoeli e l'Altare della Patria, ed il Capitolium vero e proprio, sull'altro lato dell'odierna piazza del Campidoglio) aveva una sua propria cinta difensiva, collegata con l'altra, e provvista di porte autonome. Alcuni resti di queste antichissime difese, rivolte verso il Campo Marzio, sono ancora visibili nel giardino tra l'Aracoeli e la scalinata posteriore al Vittoriano. Il muro serviano, probabilmente duplicando quello del VI secolo, sfruttò questa difesa originaria, includendola nella cinta cittadina e congiungendosi ad essa approssimativamente nella zona del sepolcro di Gaio Publicio Bibulo, i cui resti sono ancora visibili nei pressi della fontana che si trova alla sinistra guardando l'Altare della Patria, all'inizio di via dei Fori Imperiali, dove si apriva anche la porta Ratumena (forse divenuta poi porta Fontinalis) che consentiva l'accesso a Roma dalla via Flaminia, lungo il tracciato dell'odierna via del Corso.
Da lì il muro arretrava verso la zona del Foro di Traiano (originariamente ad una quota un po' più bassa dell'attuale) per inerpicarsi poi di nuovo lungo le pendici del Quirinale, dietro i Mercati traianei e lungo la salita del Grillo, dove sono visibili alcuni resti sopravvissuti alle demolizioni operate nel 112 d.C. per la costruzione del Foro e la cosiddetta Torre delle Milizie, costruita forse su uno dei contrafforti del muro serviano. Poco oltre, a largo Magnanapoli, si trovava la porta Sanqualis: al centro della piazza sono conservate tre file di blocchi, 12 in tutto, di dimensioni 120x57x54 cm, appartenenti forse proprio alla struttura della porta.
Proseguendo nell'area del palazzo Antonelli (al civico 158 della piazza), nell'atrio del quale sono conservati altri resti del muro ed un arco (risalente forse ad un restauro dell'87 a.C.) adibito probabilmente a piazzola d'artiglieria per una postazione di catapulte o baliste, la muraglia arrivava, quasi in linea retta, in via della Dataria, dove, probabilmente nei pressi della scalinata che proviene dalla piazza del Quirinale (salita di Montecavallo), si apriva la porta Salutaris.
Da questo punto il muraglione, o forse, dato il pendio estremamente ripido del colle, un semplice parapetto, proseguiva lungo il ciglio scosceso, seguendo approssimativamente il percorso di via delle Scuderie e di via dei Giardini fino circa all'incrocio di quest'ultima con via delle Quattro Fontane, dove si apriva la porta Quirinalis.
Nel tratto successivo il pendio diviene sempre meno ripido, fino ad essere completamente pianeggiante per un lungo tratto. Torna ad essere necessario, per la difesa, un muraglione di cui rimasero sorprendentemente molte tracce fino a tutto il XIX secolo, quasi a conferma che questo lato della città era in effetti il più pericolosamente esposto. Le caratteristiche dell'intero tratto fino alla porta Esquilina, e le indagini archeologiche effettuate, fanno ritenere che qui sicuramente la difesa consisteva nel classico aggere, più che in altre zone dove si può solo ipotizzarlo. Dalla porta Quirinalis il muro procedeva attraversando la salita di S. Nicola da Tolentino per arrivare circa all'uscita di via Barberini su largo di S. Susanna (dove sono visibili alcuni resti presso il Palazzo dell'Agricoltura e dove ne è stato rinvenuto un tratto di 8 metri nei sotterranei dell'adiacente Palazzo Canevari), ed oltrepassando poi via G. Carducci, poco dopo l'incrocio con via A. Salandra.
Questa sezione di mura era una delle meglio conservate, assieme a quella di piazza dei Cinquecento e a quella sull'Aventino: si trattava di ben 32 metri circa di muro, una decina dei quali venne demolita nel 1909 per l'apertura della sede viaria. Furono lasciati due tronconi ai lati della strada, inglobati negli edifici costruiti in corrispondenza: sul palazzo di destra (già sede della Montecatini, realizzata da Tullio Passarelli nel 1910 e ricostruita in stile razionalista da Marcello Piacentini negli anni 1930) un'iscrizione ricorda che Quae Urbem servaverunt hic moenia servantur ("Le mura che conservarono la città sono qui conservate"). Un altro tratto è visibile nella vicina sede centrale del Corpo forestale dello Stato (dal 2017 divenuto Comando unità forestali, ambientali e agroalimentari dell'Arma dei Carabinieri) in via Salandra.

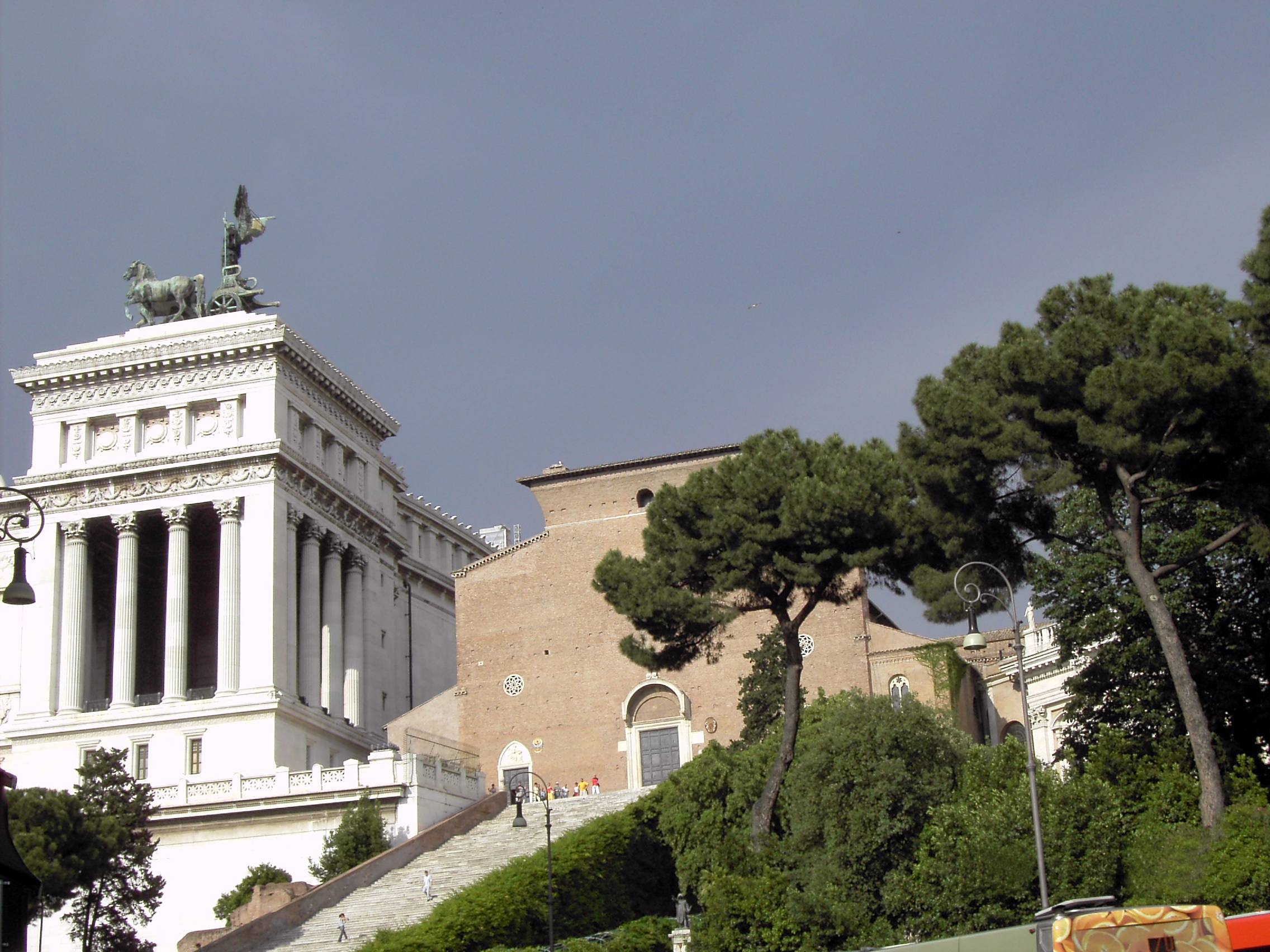
Basilica dell'Aracoeli e lato posteriore del Vittoriano
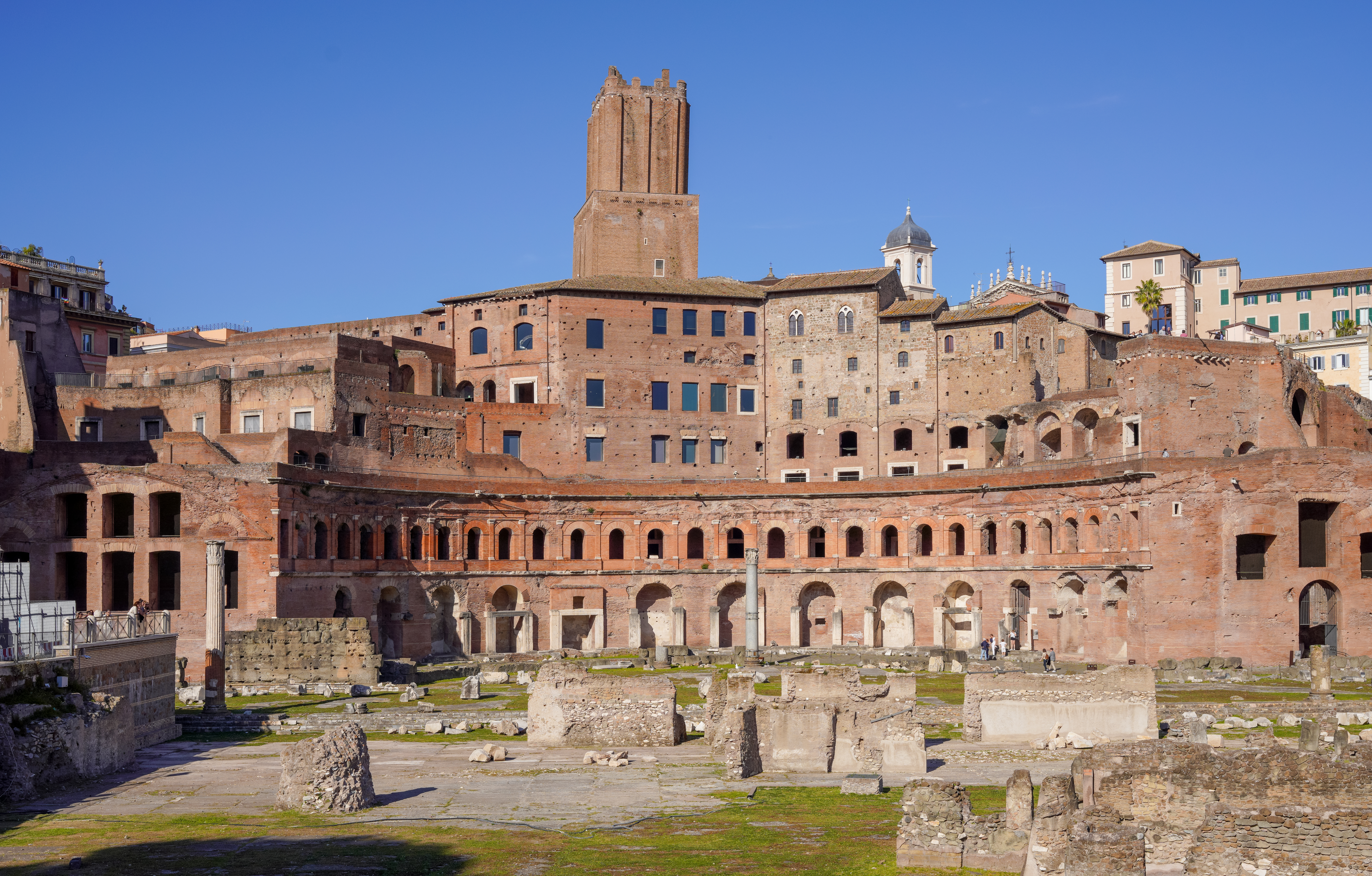
Foro e Mercati di Traiano dal Vittoriano
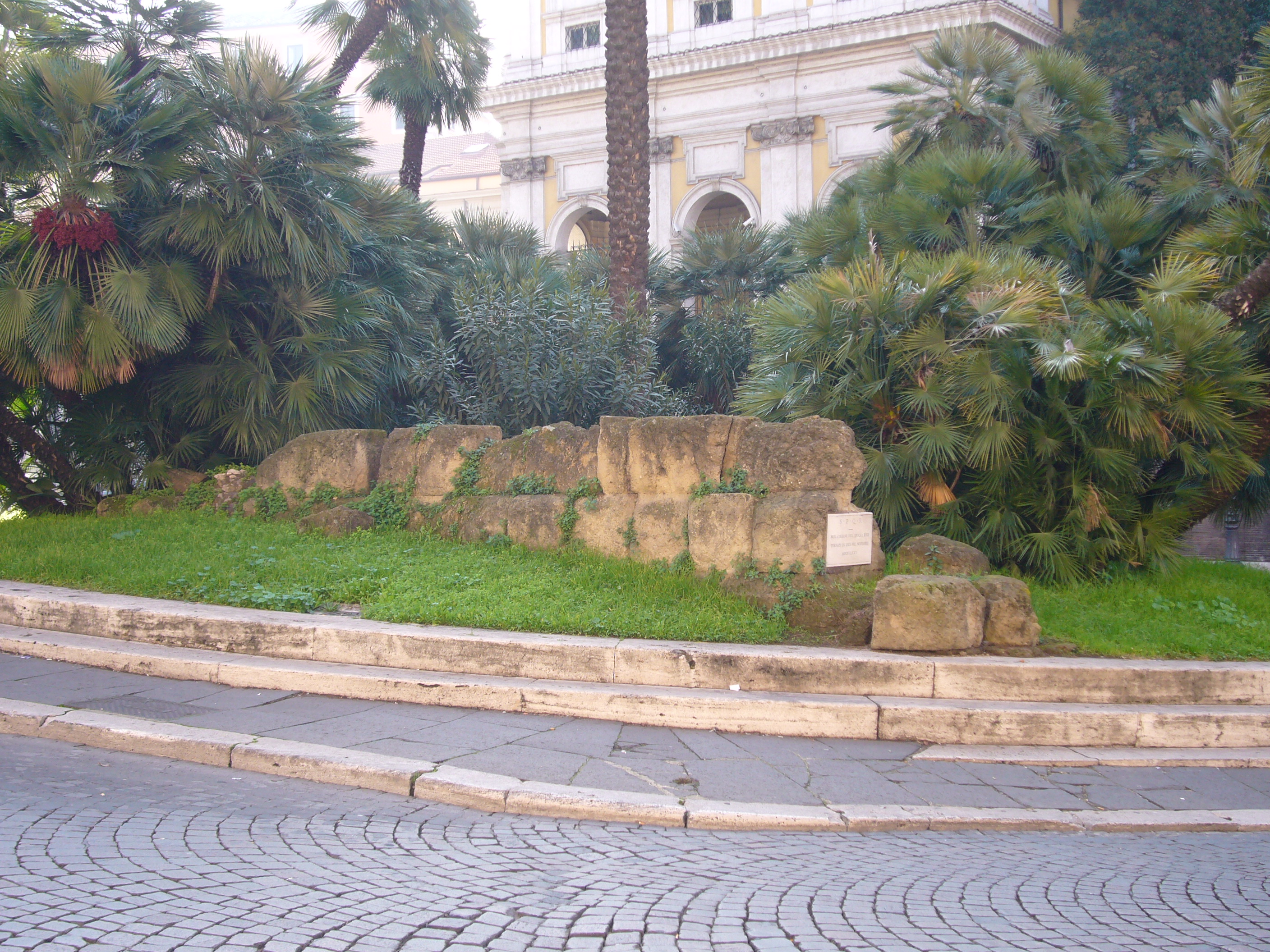
Le mura a largo Magnanapoli
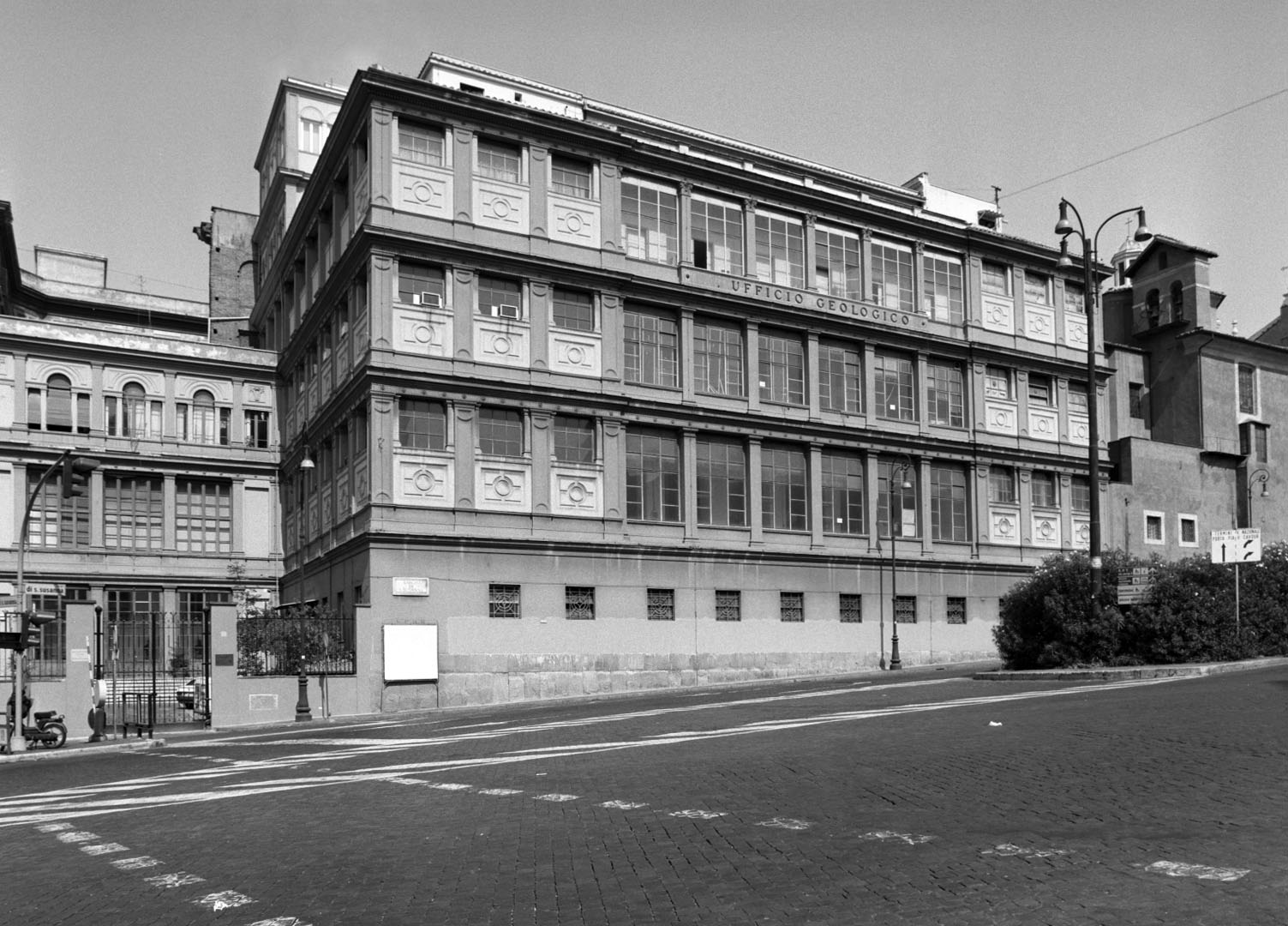
L'ex Palazzo dell'Ufficio Geologico in Largo di Santa Susanna, nei cui sotterranei è stato rinvenuto un tratto delle mura serviane
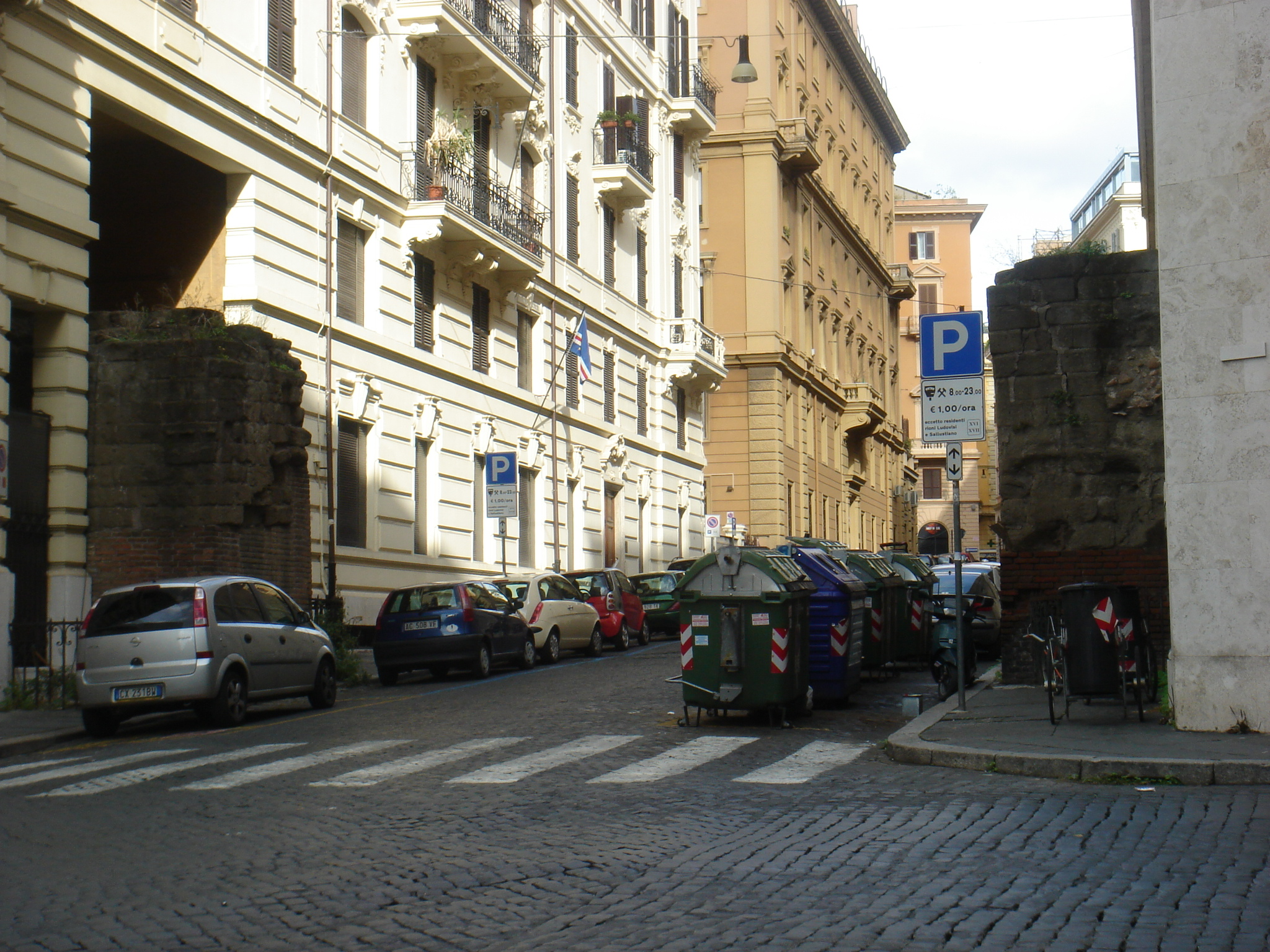
Le mura tagliate per aprire via Carducci
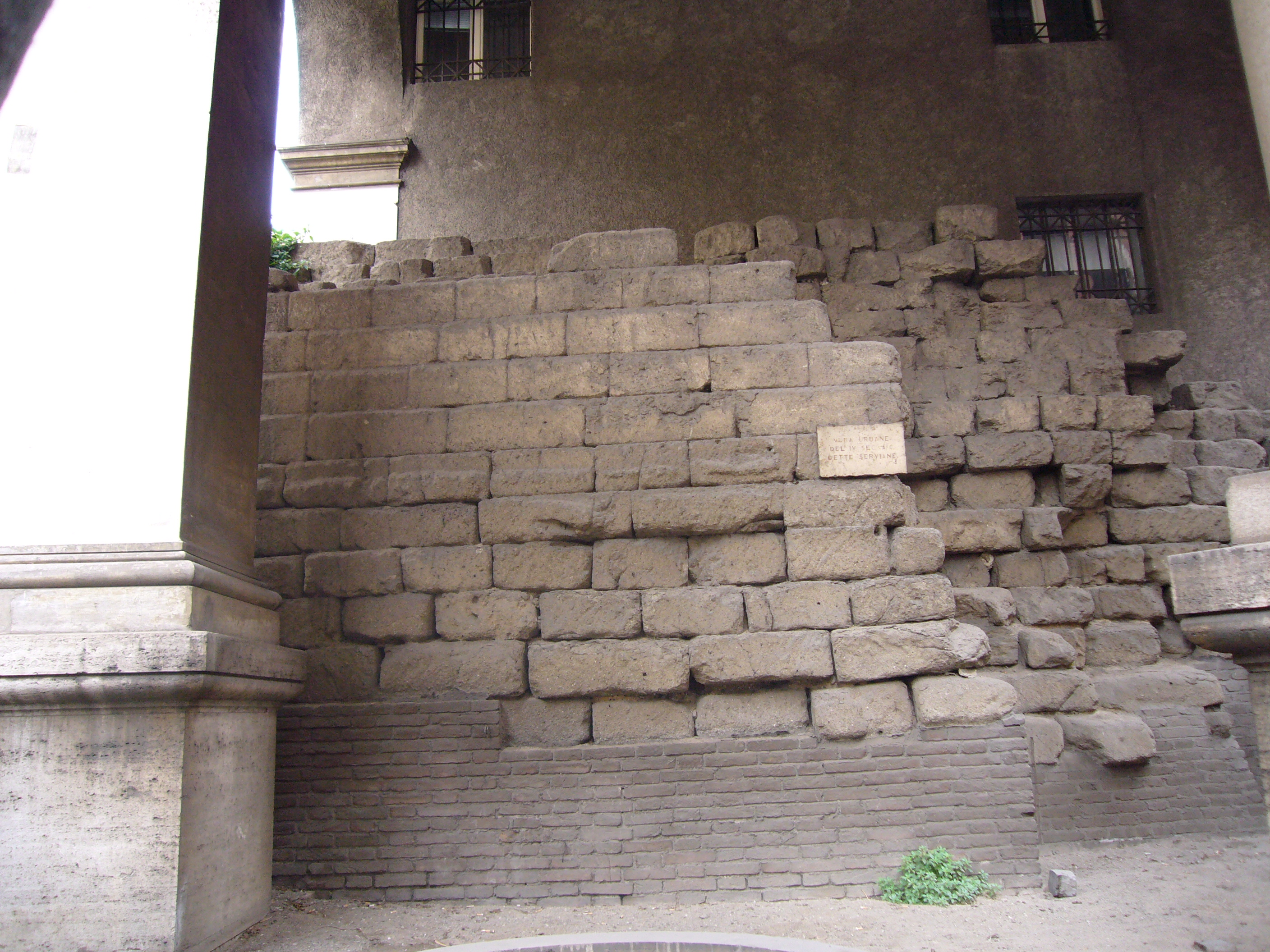
Le mura a via Salandra

Dopo via Carducci il muro piegava verso destra, seguendo all'incirca il tracciato di via Sallustiana, piegando poi in corrispondenza di via Servio Tullio ed attraversando via XX Settembre dove, in prossimità dell'angolo con via Goito, si apriva la porta Collina, i cui resti furono demoliti per la costruzione del Palazzo delle Finanze.
Oltre la porta Collina, legata al maggior numero di eventi bellici di Roma, l'agger proseguiva praticamente in linea retta (tagliando via Cernaia, via Montebello e via Calatafimi) uscendo da via Volturno su piazza dei Cinquecento. Qui, oltre ad uno spezzone verso la fine di via Volturno, è tuttora visibile il tratto più lungo rimasto del muro serviano: 94 metri per circa 4 di larghezza in 17 filari di blocchi per circa 8 metri di altezza. Più o meno al centro del reperto si apriva la porta Viminalis.
Da qui l'agger, il cui sostegno è visibile in due tronconi conservati nell'area sotterranea dell'atrio della stazione Termini, attraversava diagonalmente l'intera sede ferroviaria, superava via G. Giolitti, seguiva probabilmente la linea di via C. Cattaneo (resti in piazza Manfredo Fanti, nel giardino dell'Acquario Romano), oltrepassava via Napoleone III (dove sono ancora alcuni resti), via Carlo Alberto (altri resti tufacei sporgenti dai muri delle case) e raggiungeva via di S. Vito dove, a fianco dell'omonima chiesa, alla fine del famoso clivus Suburanus, si apriva la porta Esquilina, trasformata poi nell'ancora esistente Arco di Gallieno.
Dopo aver attraversato via dello Statuto raggiungeva largo Leopardi, dove esistono altri resti in due file di blocchi. Superata poi via Merulana, un reperto di una certa importanza si trova al civico 35a di via Mecenate. Oltrepassata via C. Botta, il muro seguiva poi il percorso di via Poliziano, attraversava via R. Borghi, via L. Muratori, via Labicana e raggiungeva piazza S. Clemente. Una variante al percorso, che potrebbe però risalire al muro del VI secolo a.C. anziché a quello del IV, da largo Leopardi raggiungeva la chiesa di S. Martino ai Monti (sotto la quale, utilizzati come fondamenta, sono stati ritrovati alcuni filari di blocchi) per poi ricongiungersi al muro presso S. Clemente; l'orientamento nord-sud dei filari fa però sospettare che possa semplicemente trattarsi di un riutilizzo dei blocchi, prelevati altrove, anziché di un tratto del muro difensivo.
Da questo punto non esistono, per un lungo tratto, testimonianze archeologiche, ed il percorso successivo può essere stabilito solo con molta approssimazione. È comunque presumibile che il muro abbracciasse una delle cime secondarie del colle, il Celiolo, l'accesso al quale era assicurato, in un punto imprecisato nella zona di confluenza di via dei Santi Quattro con via Santo Stefano Rotondo, dalla porta Querquetulana.
La cinta doveva poi piegare verso ovest per raggiungere la successiva porta Caelimontana, i cui resti sono ancora visibili, trasformati e monumentalizzati nell'Arco di Dolabella e Silano, all'inizio di via S. Paolo della Croce, prosecuzione dell'antico clivus Scauri. Con l'arco di Gallieno, sono questi gli unici due reperti tuttora esistenti delle antiche porte nelle mura serviane.

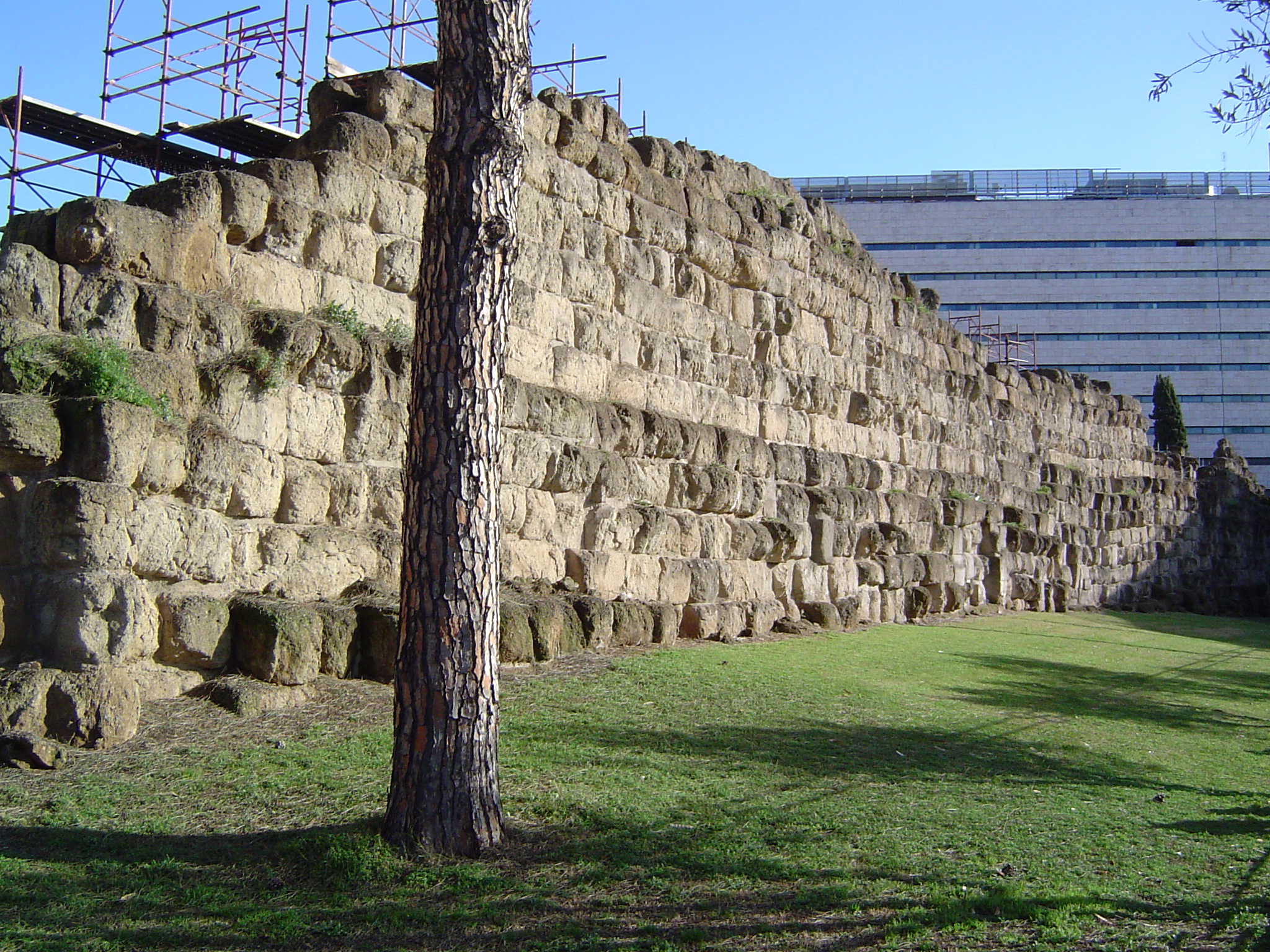
Le mura presso la stazione Termini
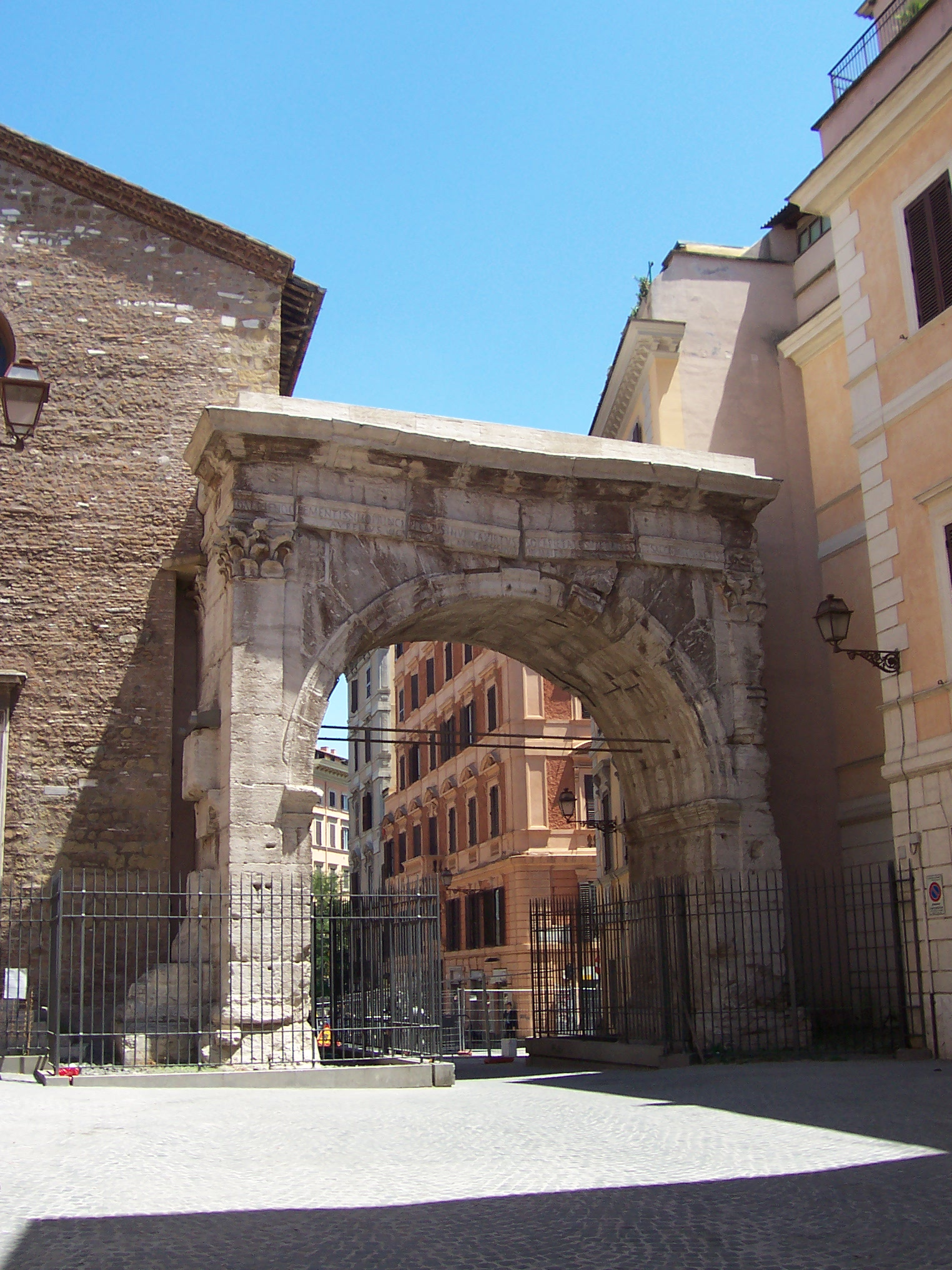
L'Arco di Gallieno
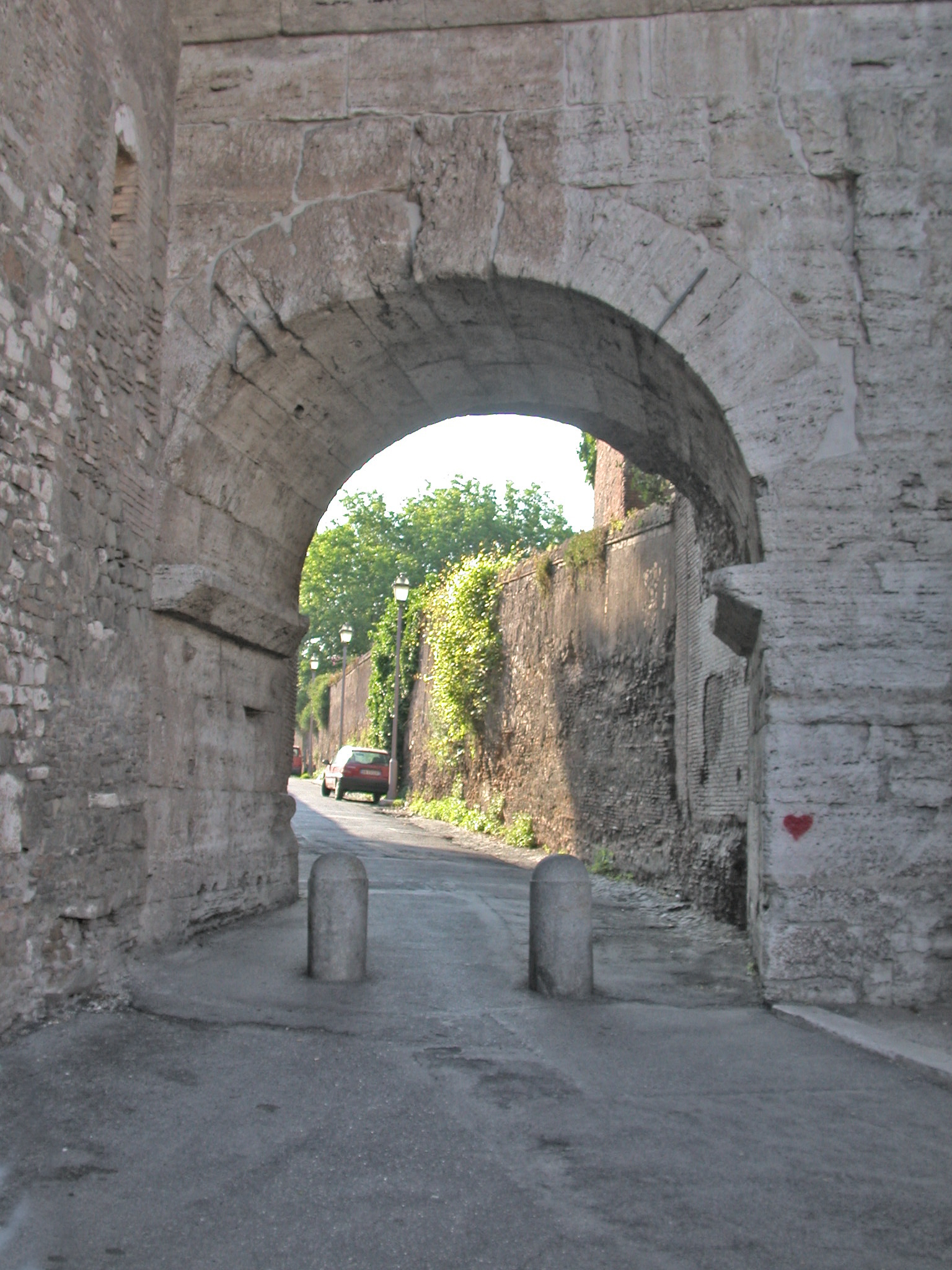
L'arco di Dolabella e Silano

Da qui la muraglia attraversava la zona del colle ora occupata dalla chiesa di S. Gregorio; il muro in filari di blocchi di tufo che vi si trova accanto non appartiene alla cinta serviana, anche perché la facciata è rivolta verso l'interno della città. Tra l'imbocco di via di Valle delle Camene e quello di via delle Terme di Caracalla si apriva la porta Capena (che rappresentava l'inizio della via Appia), su un lato della piazza che porta tuttora il suo nome, forse individuata in un reperto ritrovato in quel tratto.
Attraversata la piazza e tagliato diagonalmente l'inizio di via delle Terme di Caracalla (comunemente nota come Passeggiata Archeologica), il muro piegava verso sud. Un piccolo spezzone di muro si trova inglobato all'interno di un edificio adiacente alla chiesa di Santa Balbina. Poco più oltre, nella zona tra viale G. Baccelli e largo Fioritto, si apriva probabilmente la porta Naevia.
Anche il tratto successivo è assolutamente privo di reperti archeologici e solo in forza di supposizioni è possibile ricostruire l'andamento del muro difensivo, che si ritiene dovesse effettuare una larga curva (più o meno attraversando via di Villa Pepoli, via Guerrieri, viale Giotto, via C. Maderno e via F. Annia) per tornare a piazza Albania nel cui centro, circa all'incrocio con via S. Saba, si trovava la porta Raudusculana, da cui partiva la via Ostiense.
Subito dopo la piazza si trova uno dei tratti meglio conservati, insieme a quello della Stazione Termini, di tutta la cinta serviana. Su via di Sant'Anselmo e all'inizio di via dei Decii si trova infatti uno spezzone piuttosto ben preservato il cui interesse maggiore, oltre a quello del reperto in sé, è dovuto alla presenza di un'arcata che, come quella nel palazzo Antonelli su largo Magnanapoli, doveva rivestire la funzione di piazzola d'artiglieria per una postazione di balista o catapulta. Si tratta, anche in questo caso, di una rielaborazione effettuata a seguito di un restauro successivo alla costruzione del muro del IV secolo.
La cinta proseguiva poi per via Icilio fino alla successiva porta Lavernalis che, sebbene sussistano molti dubbi sulla reale collocazione, potrebbe effettivamente essere stata aperta sulla via che porta oggi lo stesso nome.
Da qui il muro seguiva la linea di via Marmorata, ma a mezza costa del colle, sfiorando la chiesa di S. Anselmo e piazza dei Cavalieri di Malta e svoltando, sempre a mezza costa, su un percorso parallelo al Lungotevere Aventino fino al clivo di Rocca Savella, salendo verso via di S. Sabina: nei sotterranei della chiesa omonima e nel giardino adiacente sono stati ritrovati altri spezzoni del muro. Da queste parti doveva aprirsi sia la porta Trigemina che, un po' più in alto, la scala Cassii la quale, dato il pendio piuttosto scosceso in questo punto, era probabilmente un semplice passaggio pedonale. Per entrambe le aperture non si hanno comunque dislocazioni certe.
Da qui la ricostruzione del tragitto presenta numerosi problemi: alcune testimonianze, tra cui quella autorevolissima di Livio, lascerebbero intendere che in questo punto un tratto di muro scendesse dall'Aventino verso il Tevere per riprendere un po' più avanti, verso piazza di Monte Savello, lasciando privo di protezione questo tratto del fiume che, d'altra parte, era occupato dal porto, dall'Emporio e dal Foro Boario. Un valido motivo potrebbe essere dovuto alla difficoltà di mantenere un terrapieno (l'agger) in una zona soggetta a frequenti inondazioni del Tevere. Non è comunque da escludere che un muro, a debita distanza dal fiume, sia stato realizzato in un momento successivo, attraversando la valle Murcia per congiungersi forse al tratto di mura della Roma quadrata nei pressi di piazza S. Anastasia e arrivando in qualche modo fino nei pressi dell'incrocio tra Vico Jugario e via L. Petroselli dove, a brevissima distanza l'una dall'altra, si aprivano la porta Triumphalis, la Carmentalis e la Flumentana. I resti della prima sono forse stati individuati nell'area archeologica adiacente alla chiesa di S. Omobono, mentre le posizioni delle altre due sembrano quasi coincidere, entrambe tra il vico Jugario, via del Foro Olitorio e piazza di Monte Savello.
Da qui il muro costeggiava la base del Campidoglio (alcuni resti sono visibili su via del Teatro di Marcello), poi saliva per via di Monte Caprino (alcuni resti) e per via delle Tre Pile (altri resti nelle immediate vicinanze). Le ristrutturazioni urbanistiche intorno al colle effettuate negli anni trenta con l'abbassamento, tra l'altro, del livello stradale di via del Teatro di Marcello, hanno reso la lettura di questa zona ancora più difficoltosa di quanto già non fosse e non è pertanto molto agevole riuscire ad individuare né l'esatto percorso né la linea di sutura tra le mura serviane e la prima difesa autonoma del colle capitolino, che chiudeva l'anello delle mura del IV secolo. Un'ultima porta, la Catularia, si apriva probabilmente alla base della cordonata del Campidoglio, mentre pochi metri più avanti c'è un ultimo spezzone di mura, ai piedi della scalinata dell'Aracoeli, nell'area archeologica dove è stata individuata un'”insula”. Da qui è presumibile che il muro serviano si ricollegasse con quello più antico dell'Arx.

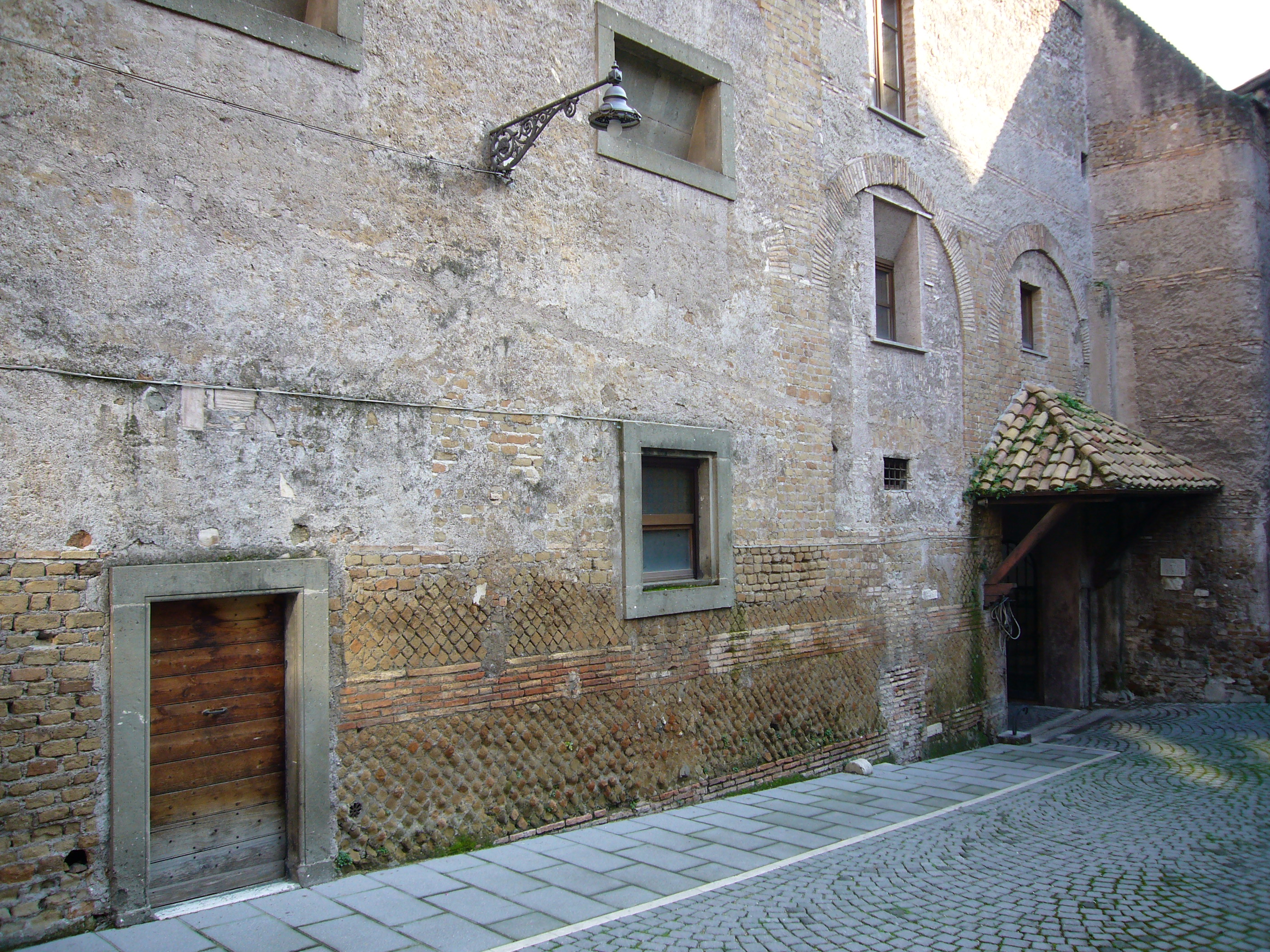
Cortile del convento annesso alla basilica di Santa Balbina
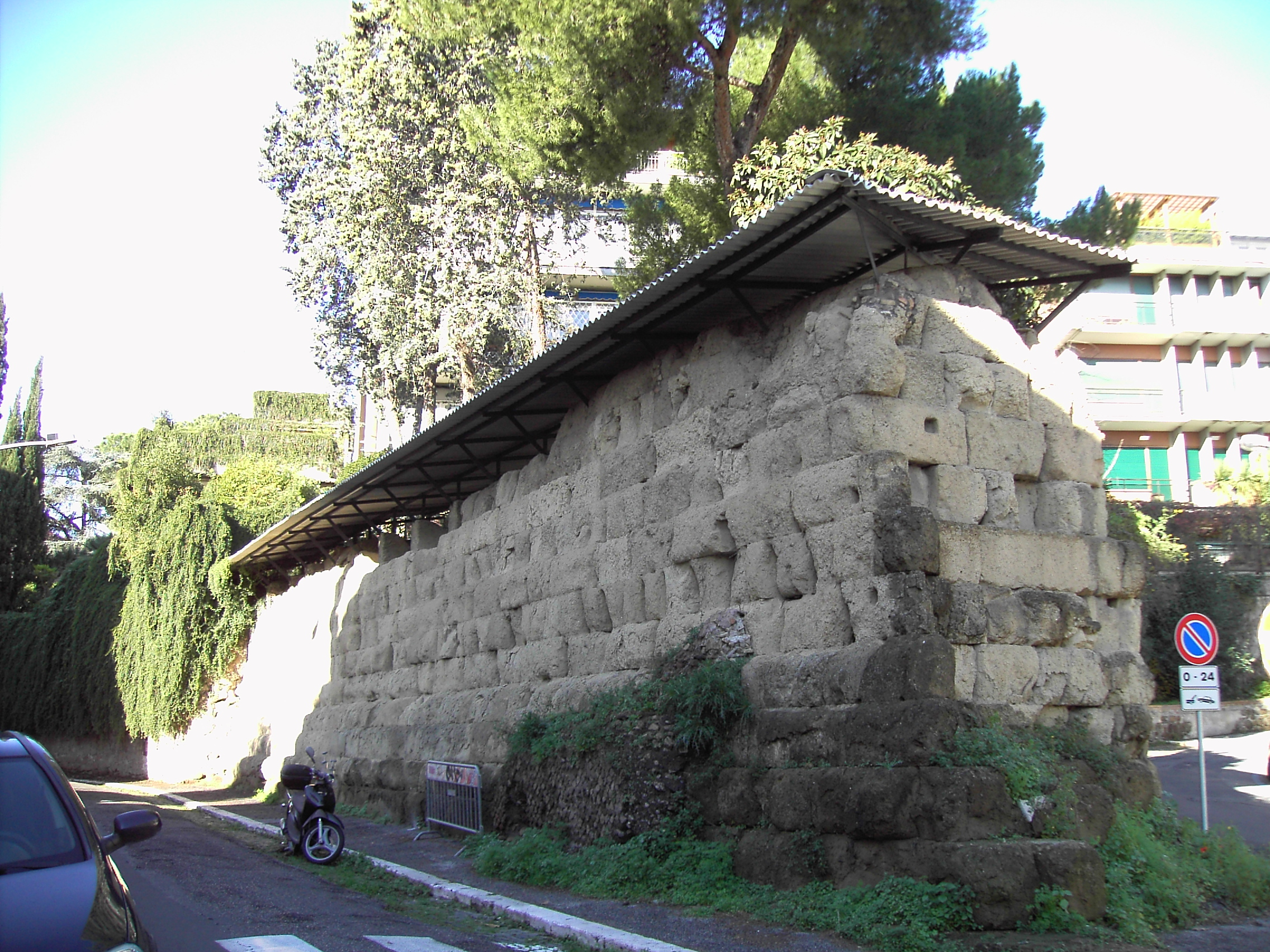
Le mura a via di Sant'Anselmo
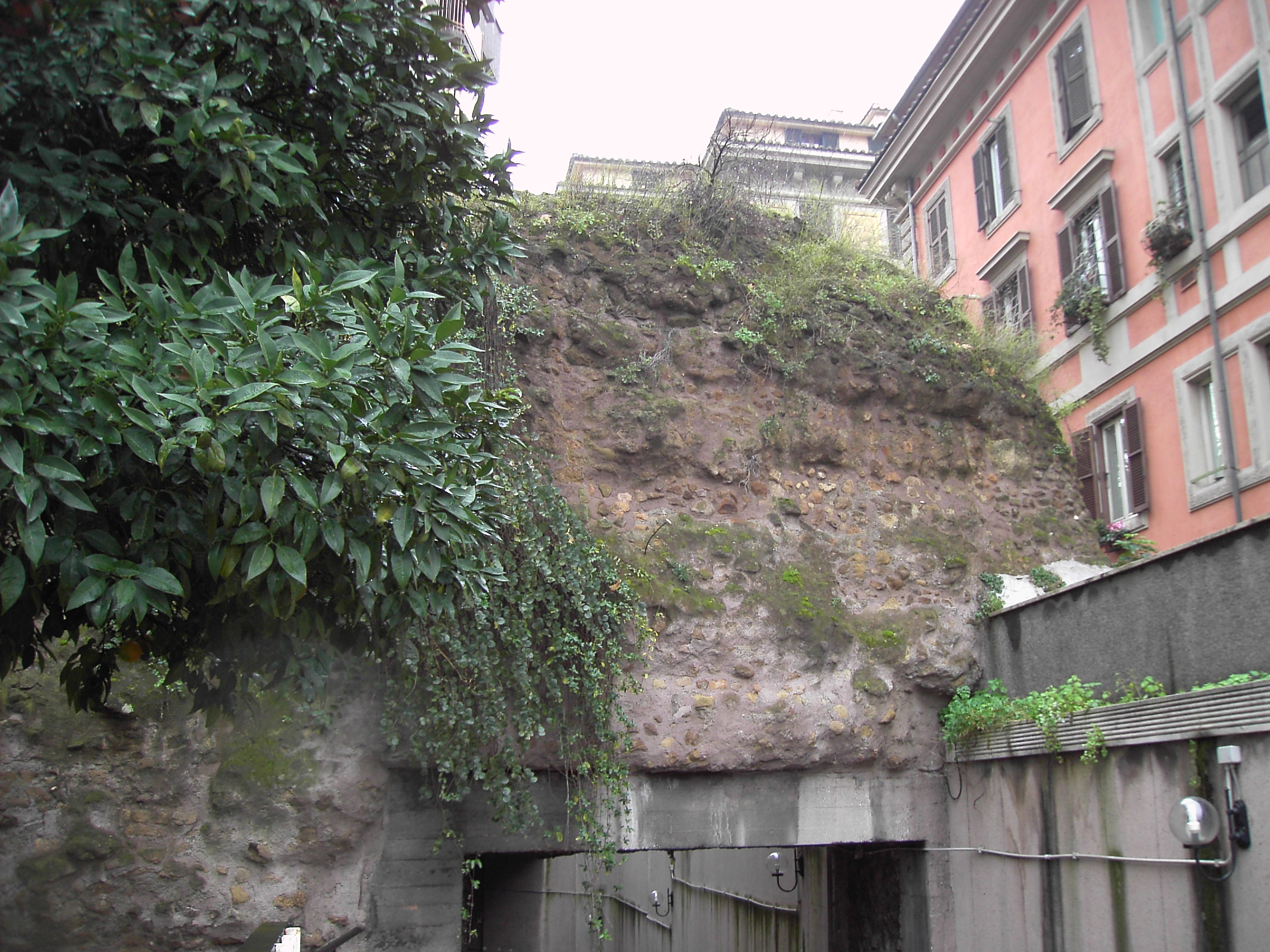
Le mura a viale Aventino
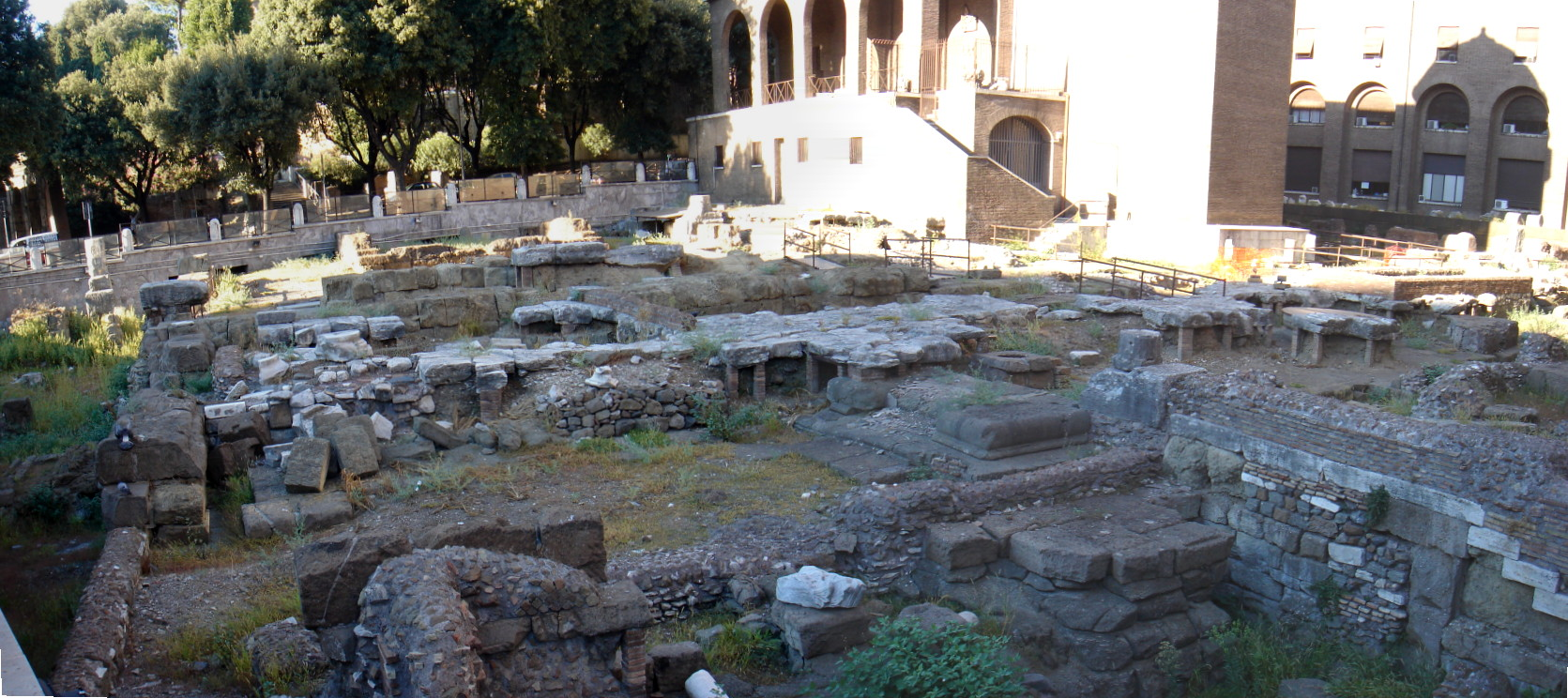
L'area sacra di Sant'Omobono
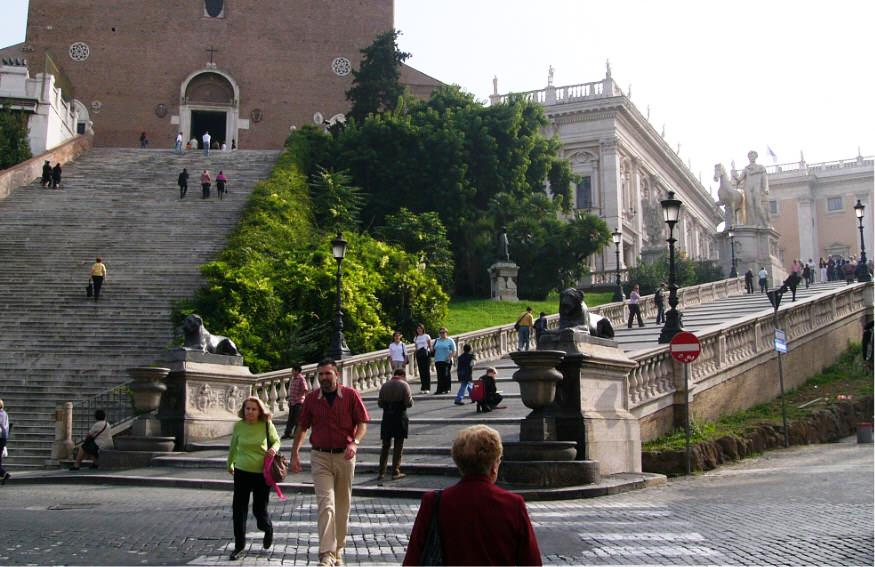
La cordonata del Campidoglio e la Basilica dell'Aracoeli